# 法维尼亚纳
法维尼亚纳（義大利語：Favignana），是意大利特拉帕尼省的一个市镇。总面积37.45平方公里，人口4325人，人口密度115.5人/平方公里（2009年）。ISTAT代码为081009。